# Cricotopus mackenziensis
Cricotopus mackenziensis är en tvåvingeart som beskrevs av Donald R. Oliver 1977. Cricotopus mackenziensis ingår i släktet Cricotopus och familjen fjädermyggor.
Artens utbredningsområde är Northwest Territories, Kanada. Inga underarter finns listade i Catalogue of Life.